# Atak

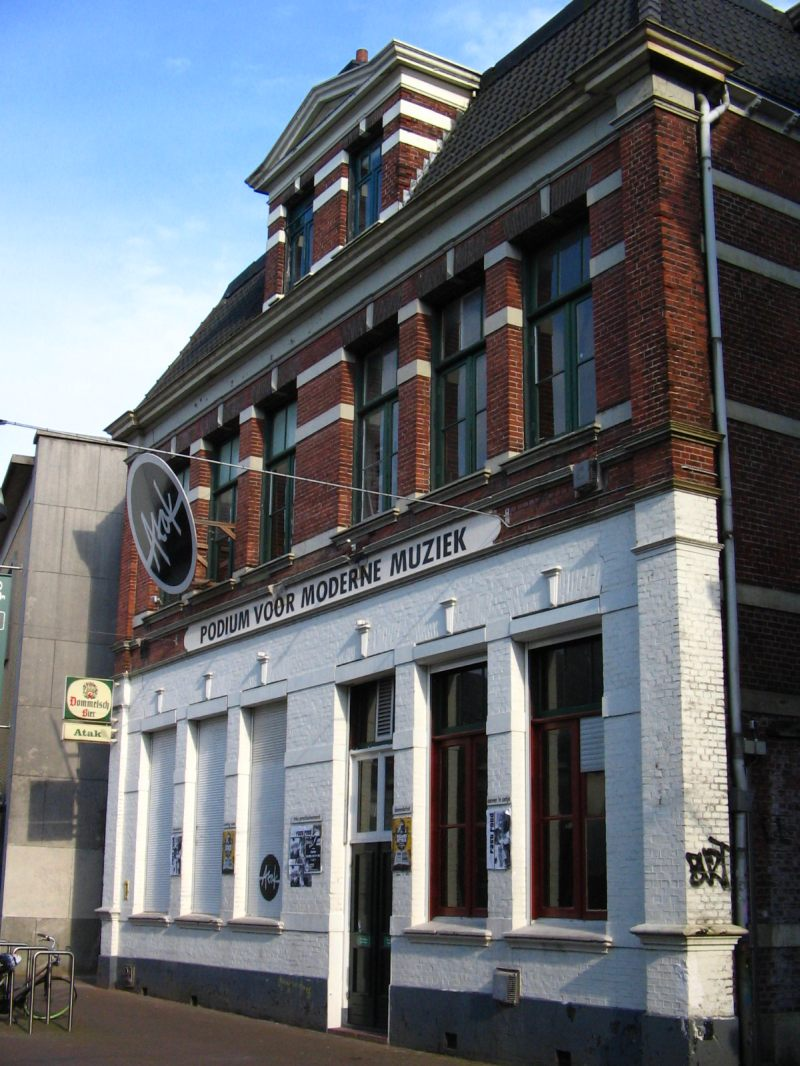
Het voormalige pand aan de Noorderhagen

Atak was een poppodium in het centrum van de Twentse stad Enschede. De officiële naam luidde 'Stichting Atak, Podium voor Moderne Muziek'. Atak organiseerde popconcerten in de breedste zin van het woord waaronder concerten, specials, danceparty's en festivals.

## Organisatie
Atak was een vrijwilligersorganisatie waar anno 2009 ruim honderdvijftig mensen (en nog groeiende), voornamelijk jongeren, werkten. Ze werden begeleid door negen betaalde krachten die zorgden voor de continuïteit en programmering. Vrijwilligers werkten tijdens de activiteiten achter de bar of als technicus, ontwerpen en verspreiden alle promotiemateriaal, ondersteunden de administratie en voerden onderhoudswerkzaamheden uit. Een accountantsonderzoek dat in 2017 verricht werd, naar aanleiding van de samenwerking met het Poppodium Metropool voor het nieuw te vormen Poppodium Twente viel negatief uit. De gemeente besloot niet langer subsidie te verstrekken voor activiteiten. Voor het project Poppodium Twente betekent het dat alleen Metropool overblijft.

## Geschiedenis
Op 18 december 1899 keurde B&W van Enschede de bouwplannen goed voor een school aan de Noorderhagen 12. De CVO (Vereniging voor Christelijk Volksonderwijs) zou een jaar later, op 30 november 1900, de school officieel openen. Tot 1953 heeft deze school als zodanig dienstgedaan. Daarna heeft het gebouw diverse functies gehad.

### Van Kokerjuffer naar Atak
In de jaren 70 hield jeugdwelzijnsinstelling de Kokerjuffer allerlei activiteiten in het gebouw. Er werden workshops over sociale en politieke onderwerpen gehouden, films vertoond, cursussen gegeven, er was een zeefdrukkerij en ook werden er al optredens georganiseerd. Grote internationale bekendheid kreeg De Kokerjuffer begin jaren 80 doordat het uit idealisme op een legale wijze softdrugs wilde verkopen. Zweden heeft naar aanleiding van de grote media-aandacht zelfs overwogen Nederlandse producten te boycotten. In 1983 werd door hoofdofficier van justitie Gonsalves het omstreden besluit genomen De Kokerjuffer te sluiten. Kort hierna werd dit gebouw het onderkomen voor jongerencentrum Attack, dat in de loop der tijd haar naam aanpaste naar het minder agressief overkomende Atak. Tot september 2008 bleef Atak de bewoner van dit karakteristieke pand aan de Noorderhagen, waarna het poppodium verhuisde naar het nieuwe onderkomen aan het Willem Wilminkplein. Het pand aan de Noorderhagen is sinds 2020 verbouwd tot een 20-tal studio's waar jongeren begeleid kunnen wonen. 

### Nationaal Muziekkwartier
Op een steenworp afstand van het oude gebouw kreeg Atak sinds september 2008 een plek in het Nationaal Muziekkwartier. Dit gebouw is ontworpen door Hoogstad Architecten uit Rotterdam. In het Muziekkwartier had Atak de beschikking over twee volledig uitgeruste popzalen met een capaciteit van respectievelijk 800 en 300 personen. Ook was er een muziekcafé, voorzien van een derde podium, zodat er ook optredens plaats konden vinden en bevinden er in de kelder van het complex elf volledig ingerichte oefenruimtes waar zowel de muziekschool, de popacademie als lokale amateurgroepen gebruik van maken.
Atak werkte onder de vlag van het Muziekkwartier samen met Stadsschouwburg en Muziekcentrum Enschede, De Muziekschool Twente, het ArtEZ Conservatorium, het Orkest van het Oosten en de Nationale Reisopera. Door deze samenwerking kon Atak sinds eind 2011 ook gebruikmaken van het Muziekcentrum, met een capaciteit van 1700 personen. Het eerste concert in het Muziekcentrum door Atak was van Whitesnake met special guest Ad Vandenberg.

## Programmering
Door een diverse programmering wou Atak haar bezoekers kennis laten maken met alle belangrijke genres in de hedendaagse popmuziek. Naast de gebruikelijke live formaties was het aanbieden van vernieuwende elektronische muziek een belangrijk punt. Stijlen die aan bod kwamen waren onder meer rock, techno, metal, punk, ska, funk, reggae, drum-'n-bass en gothic. Lokale en beginnende bands kregen ook de kans om met een professionele licht- en geluidsinstallatie te spelen voor een publiek.
Atak participeerde ook in regionale en landelijke festivals en evenementen als Cross-linx, Metal Battle, Oogst van Overijssel, GOGBOT, Enschede Muziek Festival en de Popronde.
Enkele van de artiesten die aan de Noorderhagen op het podium van Atak stonden zijn Manu Chao, Zuco 103, Primus, Fear Factory, Eek-A-Mouse, Ken Ishii, Kaizers Orchestra, Vive La Fête, Oumou Sangaré, Iva Bittova, Racoon, Spinvis, Within Temptation, Normaal, Extince, Opgezwolle, Osdorp Posse, Urban Dance Squad, Laidback Luke, De Heideroosjes, Jaya The Cat, Beef, Peter Pan Speedrock, Bolt Thrower, Headfirst, Robert Hood, Steve Rachmad, David Rodrigan, General Levy en de Amsterdam Klezmer Band.
In het nieuwe pand aan het Willem Wilminkplein stonden in het eerste seizoen (2008-2009) al artiesten als Papa Roach, Pendulum, Uriah Heep, Living Colour, Normaal, Solomon Burke, Racoon, Dr. Lektroluv, Pete Philly & Perquisite, Nina Hagen, Wende Snijders en vele anderen.